# Hockey Club Eagles Bolzano
L'Hockey Club Eagles Bolzano (in tedesco Hockey Club Eagles Bozen) è un'associazione sportiva dilettantistica di hockey su ghiaccio femminile di Bolzano, sette volte campione d'Italia.

## Storia
La squadra nacque nel 1991 per iniziativa di un annuncio pubblicato sul quotidiano Alto Adige dal Sig. Ezio Bianchini che recitava:” A.A.A. Giocatrici di hockey cercasi” e grazie al Sig. Christian Pircher che ci ha creduto fin dall’inizio come Presidente. 40 ragazze hanno risposto all’annuncio e si sono presentate al primo allenamento al vecchio Palaghiaccio di Bolzano di Via Roma, (Roberta Pasotto, Karin Bianchini, Michela Chinaglia, Tundra Tononi, Alessandra Pomati, Luana Frasnelli, Francesca Dorigatti, Cristina Pilloni, Evelyn Bazzanella) pressoché senza alcuna esperienza di hockey giocato. Per la prima stagione la società non si iscrisse ad alcun campionato, giocando soltanto amichevoli (la prima partita in assoluto fu una sconfitta per 24-2 contro l'Agordo con reti di Roberta Pasotto ed Astrid Menghin, destinato poi a divenire la squadra rivale per eccellenza.
La prima partecipazione è della stagione successiva vinto dall'Agordo e che le bolzanine chiusero al settimo posto. Quattro anni più tardi (stagione 1996-97) arrivò il primo titolo italiano, cui faranno seguito altri tre titoli consecutivi. Seguiranno poi tre titoli dell'Agordo, con le Eagles sempre a ridosso del titolo, ad eccezione della stagione 2001-02: le Eagles, che avevano chiuso la stagione regolare al primo posto a pari punti con l'Agordo, furono eliminate a tavolino (doppio 0-5) in semifinale di play off contro il Fassa per aver schierato una giocatrice non tesserata in Italia, Nicole Bona.
Le tre vittorie consecutive tra il 2004 e il 2006 fanno delle Eagles la squadra più titolata dell'hockey femminile, salvo poi essere nuovamente superata nel computo degli scudetti dall'Agordo vincitore davanti alle Eagles nel 2007 e nel 2008 (anno in cui, per la prima volta, fu tesserata una giocatrice canadese, Katie Dowdall).
Al termine della stagione 2007-08, tuttavia, la squadra decise di sospendere l'attività agonistica, e le giocatrici confluirono nella neonata sezione femminile dell'EV Bozen 84, l'EV Bozen Eagles.
Nel 2024 l'associazione sportiva ha annunciato la ripresa delle attività con un nuovo direttivo.

## Le coppe europee

### EWHL
Le Eagles Bolzano - fino alla sospensione delle attività agonistiche - hanno  partecipato a tutte le edizioni della EWHL, coppa nata nel 2004 che coinvolgeva inizialmente club di Austria, Italia, Ungheria e Slovenia, cui poi si sono aggiunte squadre da Slovacchia, Croazia, Repubblica Ceca e Germania. Suo miglior risultato è il terzo posto dell'edizione 2005-06, cui si aggiungono tre quarti posti.

### EWCC
Le Eagles hanno preso parte a tre edizioni della EWCC, la Coppa dei Campioni femminile, venendo sempre eliminata al primo turno (fase a gironi). Ha partecipato alla prima edizione della manifestazione (edizione 2004-05), mentre ha rinunciato a partecipare a quella successiva.
Ha poi partecipato nuovamente all'edizione 2006-07 e poi a quella del 2007-08 dopo che l'Agordo campione italiano in carica rinunciò a partecipare.